# Doesus telephoroides
Doesus telephoroides là một loài bọ cánh cứng trong họ Cerambycidae.